# Red Mountain AVA
Red Mountain AVA (anerkannt seit 2001) ist ein Weinbaugebiet im Süden des US-Bundesstaats Washington. Das Gebiet ist Teil der überregionalen Columbia Valley AVA und liegt im südlichen Bereich des Yakima Valley AVA. Mit nur knapp 1600 Hektar zugelassener Rebfläche ist Red Mountain AVA das kleinste Weinanbaugebiet mit geschützter Herkunftsbezeichnung im Bundesstaat Washington. Das Gebiet liegt zwischen den Städten Benton City und Richland. Die bisher angelegten Rebgärten dienen zur Herstellung von Rotweinen internationalen Zuschnitts.
Trotz der jungen Geschichte lassen einige Erzeuger bereits international aufhorchen.

## Geografie und Klima
Die Böden des American Viticultural Area (kurz AVA) Red Mountain entstanden während der  Missoula-Fluten. Geologen schätzen, dass sich die Überflutungen vor 13.000 bis 15.000 Jahren über zwei Jahrtausende hinweg etwa 40-mal wiederholten, mit jeweils ca. 55 Jahre langen Zwischenräumen, in denen sich der Lake Missoula wieder auffüllte. Den Namen Red Mountains erhielt die Gegend von der rot blühenden Dach-Trespe.
Der alkalische Boden ist stark kies- und calciumcarbonathaltig. Hohe Temperaturunterschiede zwischen Tag und Nacht sorgen für ein kräftiges Säuregerüst der Weine.
Das Gebiet verfügt über ein arides Klima, in dem die mittleren Tageshöchsttemperaturen während der Wachstumsperiode bei 32 °C und die Nachttemperaturen bei 10 °C liegen.

## Geschichte

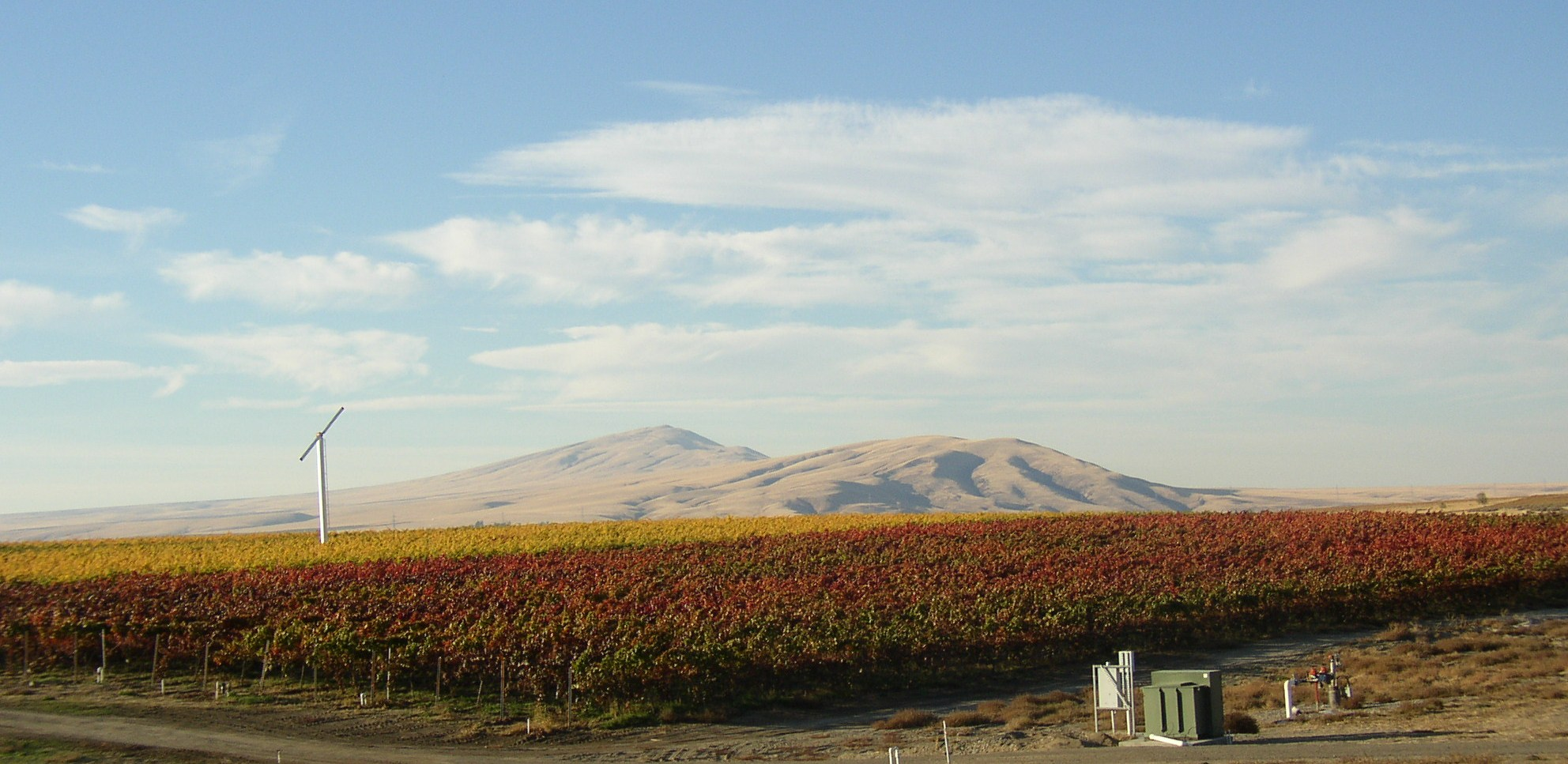
Rebflächen der Kiona Vineyards mit Blick auf den Rattlesnake Mountain

Als Pionier des Weinbaus in dieser Region gilt John Williams von den Kiona Vineyards, der in den 1970er Jahren erste gewerbliche Rebflächen anlegte. Erste nationale Anerkennung seit dem Beginn der 1980er Jahre unter dem Namen Yakima Valley ermutigte die Weinbauern, eine eigene Herkunftsbezeichnung zu beantragen. Lorne Jackson von den Hedges Cellars war bei der Beantragung dieses Status die treibende Kraft. Unterstützt wurde er dabei von den Weingütern Kiona Vineyards, Blackwood Canyon Vinters, Sand Hill Winery, Seth Ryan Winery und Terra Blanca Winery.
Im Jahr 2007 investierten Chateau Ste Michelle und der Italiener Piero Antinori 6,5 Millionen US-Dollar in das Gemeinschaftsprojekt Col Solare.
Für die Jahrgänge 2002 und 2003 verlieh der international bekannte Weinkritiker Robert Parker den Cabernet-Weinen von Quilceda Creek 100 Punkte.